# Sōta Kawatsura
Sōta Kawatsura (jap. 川面 聡大, Kawatsura Sōta; * 19. Juni 1989 in Tokio) ist ein japanischer Leichtathlet, der sich auf den Sprint spezialisiert hat.

## Sportliche Laufbahn
Erste internationale Erfahrungen sammelte Sōta Kawatsura im Jahr 2009, als er bei den Ostasienspielen in Hongkong in 21,43 s die Bronzemedaille im 200-Meter-Lauf hinter seinem Landsmann Kenji Fujimitsu und Yeo Ho-sua aus Südkorea gewann. 2011 gewann er bei den Asienmeisterschaften in Kōbe mit der japanischen 4-mal-100-Meter-Staffel in 39,18 s die Goldmedaille und sicherte sich im 100-Meter-Lauf in 10,30 s die Bronzemedaille hinter dem Chinesen Su Bingtian und seinem Landsmann Masashi Eriguchi. Anschließend nahm er an der Sommer-Universiade in Shenzhen teil und schied dort im Einzelbewerb über 100 Meter mit 10,43 s im Halbfinale aus und wurde mit der Staffel im Vorlauf disqualifiziert. Bei den Leichtathletik-Asienmeisterschaften 2013 in Pune wurde er im Halbfinale über 100 Meter disqualifiziert und gewann mit der Staffel in 39,11 s die Silbermedaille hinter dem Team aus Hongkong.

## Persönliche Bestzeiten
- 100 Meter: 10,22 s (+1,8 m/s), 8. Oktober 2011 in Yamaguchi
- 200 Meter: 20,56 s (0,0 m/s), 22. Mai 2011 in Tokio